# Wakacje Waltera
Wakacje Waltera (ang. Secondhand Lions) – amerykańska komedia przygodowa z 2003 roku w reżyserii Tima McCanliesa. Wyprodukowana przez New Line Cinema, alternatywny tytuł w Polsce Stare lwy.
Film został nakręcony w Austin, Lockhart, Pflugerville (Teksas, USA).

## Fabuła
Lata 60. XX wieku. Nieśmiały nastolatek Walter (Haley Joel Osment) trafia na wakacje do ekscentrycznych krewnych, Gartha (Michael Caine) i Huba (Robert Duvall). Z czasem odkrywa, że potrafi dobrze się bawić w ich towarzystwie. Pod ich wpływem nabiera też pewności siebie.

## Obsada
- Haley Joel Osment jako Walter Coleman
- Robert Duvall jako Hub McCann
- Michael Caine jako Garth McCann
- Kyra Sedgwick jako Mae Coleman
- Nicky Katt jako Stan
- Josh Lucas jako dorosły Walter Coleman
- Michael O’Neill jako Ralph
- Deirdre O’Connell jako Helen
- Christian Kane jako młody Hub
- Kevin Haberer jako młody Garth
- Emmanuelle Vaugier jako Jasmine
- Jennifer Stone jako Martha

i inni